# Astylosternus fallax
Astylosternus fallax är en groddjursart som beskrevs av Jean-Louis Amiet 1978. Astylosternus fallax ingår i släktet Astylosternus och familjen Arthroleptidae. IUCN kategoriserar arten globalt som starkt hotad. Inga underarter finns listade.